# Účastník (telekomunikace)
Účastník v telekomunikacích je osoba, organizace nebo jiný subjekt, který využívá služeb poskytovaných telekomunikačním systémem nebo systémem pro zpracování informací pro přenos informací. Účastník může vystupovat jako zdroj nebo cíl komunikace.

## Počty mobilních účastníků v ČR
Na konci roku 2019 byly počty mobilních účastníků největších mobilních operátorů v ČR následující:
| Operátor | Mobilních zákazníků (miliónů) |
| -------- | ----------------------------- |
| O2       | 5,858                         |
| T-Mobile | 6,265                         |
| Vodafone | 3,989                         |